# Bromus marginatus
Bromus marginatus är en gräsart som beskrevs av Christian Gottfried Daniel Nees von Esenbeck och Ernst Gottlieb von Steudel. Bromus marginatus ingår i släktet lostor, och familjen gräs. Inga underarter finns listade i Catalogue of Life.